# ジェリュ・ジェレフ
ジェリュ・ミテフ・ジェレフ（ブルガリア語: Желю Митев Желев, ラテン文字転写: Zhelyu Mitev Zhelev, 1935年3月3日 - 2015年1月30日）はブルガリアの政治家。同国大統領を1990年8月1日から1997年1月22日まで務めた。
ブルガリア北東部の都市シュメンに生まれる。1958年にソフィア大学哲学部を卒業。学位論文が反レーニン主義と批判され、共産党を除名になり、首都ソフィアからも追放される。左遷されていた1967年に執筆した『ファシズム』(1982年刊行)が後年、ベストセラーに。1972年に首都に戻り、その後、哲学博士号を取得。学究生活を送る。やがて民主化運動のリーダーとなり、1990年から1997年まで大統領を務めた。2015年、79歳で死去。